# Botaurus pinnatus
Il tarabuso pinnato (Botaurus pinnatus (Wagler, 1827)) è un uccello appartenente alla famiglia degli Ardeidi, diffuso in America centrale e Sud America.